# Paradiso (Lucio Battisti Songbook)
Paradiso (Lucio Battisti Songbook) è un cofanetto della cantante italiana Mina, pubblicato il 30 novembre 2018 dalla PDU e distribuito dalla Warner Music.

## Descrizione
Il cofanetto racchiude le canzoni di Lucio Battisti che Mina ha inciso nel corso della sua carriera. Molte di esse erano state già incluse in due album, Minacantalucio e Mazzini canta Battisti, pubblicati rispettivamente nel 1975 e nel 1994, sebbene in questa raccolta di alcuni pezzi (Eppur mi son scordato di te, Io vorrei... non vorrei... ma se vuoi, Con il nastro rosa e Nessun dolore) sono state incluse versioni differenti da quelle pubblicate negli anni precedenti. In questo box (ma solo nella versione CD), sono state inserite anche alcune versioni in spagnolo e in francese delle canzoni di Battisti e incise da Mina negli anni settanta.
Due tracce sono state incise per l'occasione dalla cantante, Il tempo di morire - uscito come singolo il 16 novembre 2018 - e Vento nel vento, rispettivamente arrangiate da Massimiliano Pani e Rocco Tanica.
Gli arrangiatori, oltre a Tanica e Pani, sono (in ordine alfabetico) Victor Bach, Gianni Ferrio, Detto Mariano, Pino Presti, Gian Piero Reverberi, Gabriel Yared.

## Pubblicazione
Paradiso esce in due edizioni, doppio CD e triplo vinile. La parte grafica del box è stata curata da Mauro Balletti e da Giuseppe Spada. Nel booklet allegato al CD e sulla copertina del triplo vinile, è stata stampata la lettera che Mina scrisse a Battisti il 28 settembre 1998 - pochi giorni dopo la morte di quest'ultimo - per il quotidiano Liberal.

## Accoglienza
Il progetto è stato accolto in maniera positiva dalla stampa e dal pubblico, tanto da ottenere il disco d'oro in un mese dalla pubblicazione. Il sito Rockol ha valutato il progetto con 4/5 stelle, mentre la rivista Panorama ha inserito il disco al primo posto nella sua classifica annuale relativa ai migliori album del 2018.

## Tracce
Testi di Mogol, musiche di Lucio Battisti.

### CD
CD 1
1. Vento nel vento – INEDITO
2. Il tempo di morire – INEDITO
3. Io e te da soli – 4:37
4. Eppur mi son scordato di te – 3:34
5. Perché no – 5:12
6. Insieme – 4:12
7. Io vorrei... non vorrei... ma se vuoi – 3:13
8. Con il nastro rosa – 4:55
9. Nessun dolore – 4:16
10. E penso a te – 3:40
11. Acqua azzurra, acqua chiara – 4:13
12. Amor mio – 4:46
13. La mente torna – 4:26
14. Il leone e la gallina – 3:52
15. Io vivrò senza te (Live da Bussoladomani) – 4:57
16. Medley (Live): Emozioni/Ancora tu/Si, viaggiare/I giardini di marzo – 9:33

CD 2
1. I giardini di marzo – 6:04
2. Il nostro caro angelo – 4:08
3. Dieci ragazzi – 2:36
4. Innocenti evasioni – 3:24
5. 7 e 40 – 3:35
6. Emozioni – 4:35
7. Fiori rosa fiori di pesco – 3:04
8. 29 settembre – 3:34
9. L'aquila – 4:30
10. Non è Francesca – 3:34
11. Amor mio – 4:50 – versione in spagnolo di Amor mio
12. Yo pienso en ti – 3:43 – versione in spagnolo di E penso a te
13. Juntos – 4:09 – versione in spagnolo di Insieme
14. Que nos separemos – 4:33 – versione in spagnolo di Io e te da soli
15. La mente cambia – 4:27 – versione in spagnolo di La mente torna
16. L'amour est mort – 4:30 – versione in francese di Io e te da soli

### LP
Lato A
1. Vento nel vento – 4:36
2. Il tempo di morire – 4:06
3. Io e te da soli – 4:37
4. Eppur mi son scordato di te – 3:46
5. Io vorrei, non vorrei, Ma se vuoi – 3:26

Lato B
1. Perché no – 5:14
2. Insieme – 4:11
3. Con il nastro rosa – 5:34
4. E penso a te – 3:38

Lato C
1. Nessun dolore – 4:26
2. Acqua azzurra, acqua chiara – 4:08
3. Amor mio – 4:47
4. La mente torna – 4:28

Lato D
1. Il leone e la gallina – 3:49
2. Io vivrò senza te (Live da Bussoladomani) – 5:04
3. Medley (Live): Emozioni/Ancora tu/Sì, viaggiare/I giardini di marzo – 9:46

Lato E
1. I Giardini di marzo – 6:09
2. Il nostro caro angelo – 4:09
3. Dieci ragazzi – 2:37
4. Innocenti evasioni – 3:37
5. 7 e 40 – 3:57

Lato F
1. Emozioni – 4:36
2. Fiori rosa, fiori di pesco – 3:06
3. 29 settembre – 3:44
4. L'aquila – 4:33
5. Non è Francesca – 3:37

## Classifiche

### Classifiche settimanali
| Classifica (2018) | Posizione massima |
| ----------------- | ----------------- |
| Italia            | 2                 |

### Classifiche di fine anno
| Classifica (2018) | Posizione |
| ----------------- | --------- |
| Italia            | 38        |